# Cyberpunk
Cyberpunk (een samenstelling van cybernetica en punk) is een sciencefictiongenre dat zich richt op computers en informatietechnologie, vaak in combinatie met een afbreuk van de sociale orde, oftewel high tech & low-life.

## Kenmerken
Cyberpunkverhalen spelen zich vaak af in een dystopie in de nabije toekomst. De wereld wordt geteisterd door op hol geslagen kunstmatige intelligentie, robots en cyborgs. De staat is vervallen in anarchie waarbij de (economische) macht is overgenomen door grote bedrijfsconglomeraten. Het milieu is vaak zwaar vervuild en er wordt volop drugs gebruikt. De vraag die op de achtergrond speelt is de angst voor de doorontwikkeling in de techniek. Als mensen bionische ledematen krijgen, computers steeds slimmer en robots steeds effectiever worden, waar houdt het dan op? Of is er straks geen plek meer voor (gewone) mensen? Als elementen van film noir vermengd worden met die van de cyberpunk dan wordt dat met de term tech noir aangeduid.
De hoofdpersoon is vaak iemand die laag in de sociale orde staat en die weinig keuzes heeft om zijn/haar situatie te verbeteren. Met een vaak nihilistische en hard-boiled houding gaat deze de ongelijke strijd aan. De strijd vindt niet alleen plaats in directe gevechten maar ook door te hacken. Ook in de verhalen uit de jaren 80 is er al sprake van een soort internet waar iedereen mee communiceert en dat een eigen wereld op zich vormt.

## Ontstaan

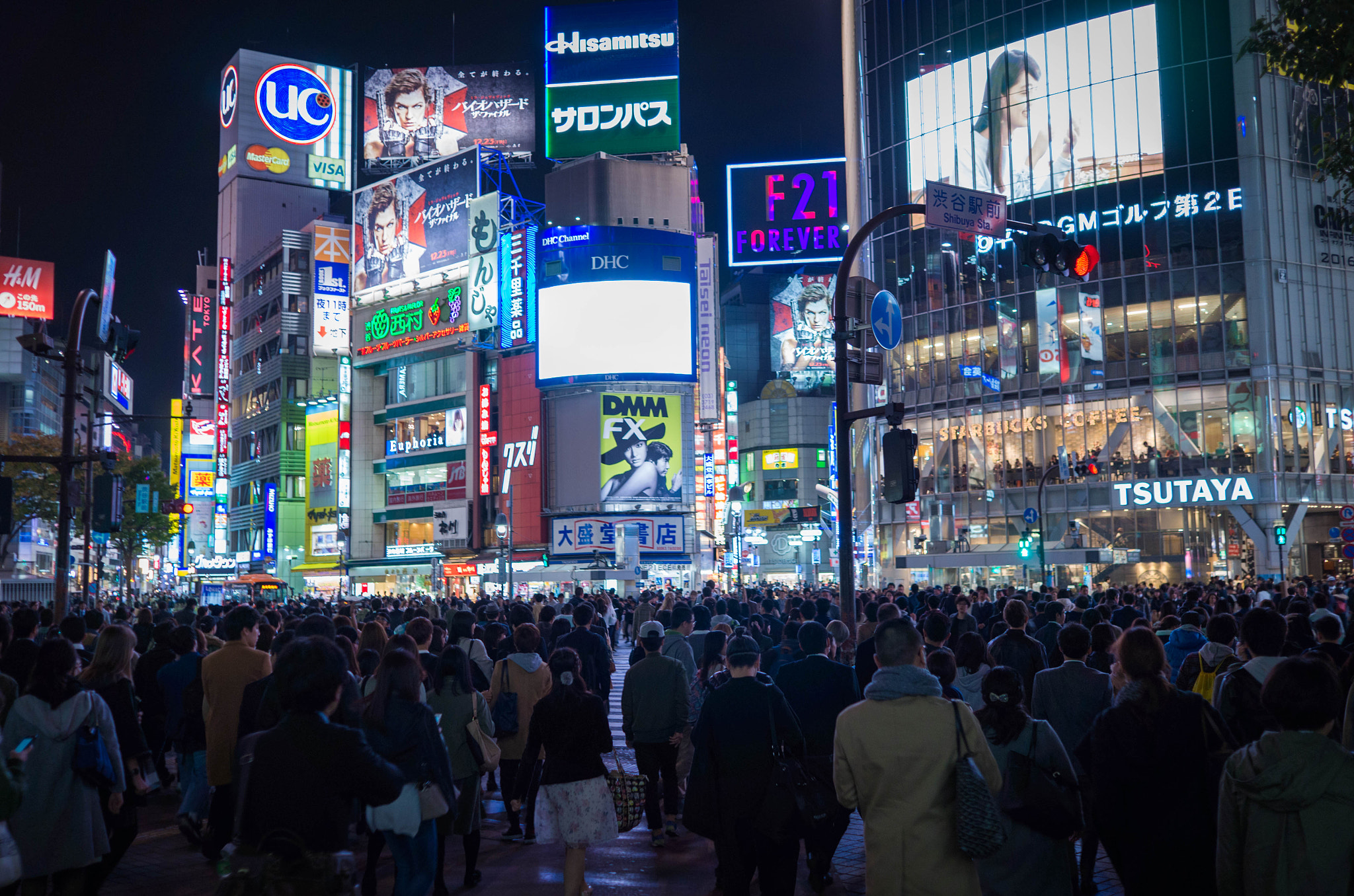
De neonreclames en de hoogbouw in Shibuya, Tokio vormden een inspiratie voor cyperpunkfilms. Een cyperpunksamenleving wordt immers geregeerd door het bedrijfsleven en zij bepalen dat er overal enorme reclames te zien zijn.

Cyberpunk is ontstaan uit een tegenbeweging onder sciencefictionschrijvers in de jaren zestig en zeventig van de 20e eeuw, die in tegenstelling tot eerdere sciencefictionschrijvers geen rooskleurig toekomstbeeld beschreven, maar juist over de nadelen en gevaren van techniek en bepaalde maatschappelijke ontwikkelingen  schreven. Dit had onder meer te maken met het verdwenen optimisme uit de jaren zestig, bewustzijn van milieuvervuiling en groeiend wantrouwen in de politiek.
In 1968 gaf Philip K. Dick de roman De elektrische nachtmerrie uit, waarin hij robots beschrijft die niet van mensen te onderscheiden zijn, behalve dat ze geen empathie kennen. Dit verhaal vormde de basis van de film Blade Runner uit 1982. Met name de roman Neuromancer van William Gibson uit 1984 heeft het genre op de kaart gezet, waarin hackers en punkers de hoofdrol speelden. De term zelf komt overigens uit een kort verhaal van Bruce Bethke (genaamd Cyberpunk), dat een jaar eerder al gepubliceerd was in het blad Amazing Stories.
Een van de meest iconische striphelden die vorm gaven aan het genre was Judge Dredd. Gedurende de jaren 1980 groeide de interesse in cyberpunk en werd het een onderwerp van onderzoek naar postmoderne toekomstbeelden. In Hollywoodfilms is dit genre het best vertegenwoordigd door Blade Runner, The Lawnmower Man, Johnny Mnemonic, Virtuosity, Freejack, Strange Days en The Matrix. Japan kent haar eigen genre cyberpunk, waarvan de animatiefilm Akira en de manga Ghost in the Shell bekende voorbeelden zijn. In computerspellen is cyberpunk als achtergrond of sfeer ook populair, zoals in de series Deus Ex, Shadowrun en Metal Gear.

## Muziek
Cyberpunk wordt tegenwoordig ook wel gebruikt als benaming voor een muziekgenre, waarin zowel qua geluid en teksten als in de visuele aspecten elementen uit de literatuur- en filmvarianten terug te zien zijn. Voorbeelden van bands die (al dan niet door zichzelf) aangeduid worden zijn Angelspit, Atari Teenage Riot, Sigue Sigue Sputnik en Punish Yourself en Frontline Assembly. Ook het album (en de song) Zooropa uit 1993 van de Ierse band U2, waarbij de band zelfs samenwerkte met Gibson, wordt wel onder cyberpunk geclassificeerd. 
Atompunk · Biopunk · Clockpunk · Cyberpunk · Decopunk · Dieselpunk · Nanopunk · Solarpunk · Steampunk · Steelpunk